# ماجراهای پورتلند بیل
ماجراهای پورتلند بیل (انگلیسی: The Adventures of Portland Bill) نام یک مجموعهٔ تلویزیونی کارتونی بریتانیایی است که به شیوهٔ استاپ موشن تهیه شده و در ۱۹۸۳ میلادی منتشر شد.
داستان این مجموعه در یک فانوس دریایی بر فراز صخرهٔ ساحلی گیله‌موت در نزدیکی روستای خیالی مک‌گیلی‌کادی می‌گذرد.
در ایران، این مجموعهٔ عروسکی در دههٔ ۶۰ خورشیدی و با نامِ «فانوس دریایی» از برنامهٔ کودکان و نوجوانان پخش شد.